# Ravellói dóm
A ravellói dóm (olasz nyelven Duomo di Ravello) a település egyik jelentős műemléke, fő terének meghatározó építménye. Az 1818-ban megszüntetett Ravello-Scalai egyházmegye székesegyháza volt. Az egyházmegyét 1968-ban Ravellói címzetes püspökségként állították vissza.

## Története és leírása
A 11. században épült, Orso Papicio a város első püspökének megbízásából és Nicolò Rufolo gazdag kereskedő támogatásával. Homlokzata, amelyet 1931-ben restauráltak, a barokk és a román stílus jegyeit egyaránt magán viseli. A dóm háromhajós. A mellékhajókat a főhajótól 8–8 oszlopból álló sor választja el. A templom harangtornya a 13. században épült. A dómot Szent Pantaleon, a város védőszentjének tiszteletére emelték. Apszisának bal oldali részében egy kápolna áll, ahol a szent vérét őrzik ampullákban. Minden évben, a szent ünnepnapján, az amúgy szilárd halmazállapotú vér cseppfolyósodik, és ennek tiszteletére a lakosok nagy ünnepséget rendeznek. A templom késő román stílusú főhomlokzatát eredetileg egy pronaosz díszítette, amelyet zöld oszlopok és cibórium díszített. Ezt Matteo Rufolo megbízásából építették 1279-ben, de a 18. század során elbontották. A bejárathoz vezető lépcsősort az 1786-os földrengés után újjáépítették. A templom egyik fő látnivalója a Levél ambója (Ambone dell’Epistola), amelyet 1130-ban készítettek Constantino Rogadeo Ravello második püspöke számára. A másik ambót 1272-ben készítette a foggiai származású Nicola di Bartolomeo. A főhomlokzatot díszítő bronzkaput 1179-ben ajándékozta a templomnak Sergio Muscettola helyi kereskedő. Eltérően a kor szokásaitól, a kaput nem Konstantinápolyban öntötték, hanem nyugati technikák felhasználásával Barisano da Trani mester készítette. A legnagyobb különbség a kaput díszítő bronzlapok mintázatának kialakításában tapasztalható, ugyanis a figurákat nem bevésték az alapanyagba, hanem domborműszerűen alakították ki. A 3,75 m magas és 2,65 m széles bronzkapu 54 négyzet alakú bronzpanelből áll, amelyeket szintén bronzból készült keret tart össze. A panelek Krisztus életének jeleneteit ábrázolják, hagyományos bibliai szimbolikával. A templombelsőt a 18. században barokkosították. A főoltár 1795-ben készült fehér márványból. A 20. század végi restaurálási munkálatok során helyreállították az eredeti díszítések nagy részét, viszont a kereszthajóban meghagyták a barokk díszítést.
A ravellói dóm másik érdekessége a szószék, amely 1272-ben készült el. A mozaikokkal gazdagon díszített, bizánci és arab stíluselemeket magán viselő szószéket hat csavart oszlop tartja, amelyek faragott oroszlánfigurákon nyugszanak. Az oszlopokon nyugvó architráv, amely a szószéket tartja, gazdagon díszített aranyozott levélmotívumokkal. A szószék legszembetűnőbb eleme az elülső részén álló, bazaltból készült sasszobor. A szószékhez felvezető, gazdagon díszített lépcsősor erős arab hatást mutat. Az egyik lépcsőfokon a mecénás, Nicola Rufolo és felesége, Sigilgaita, valamint gyermekeik neve olvasható. A szószék ugyancsak Nicola di Bartolomeo alkotása. A Szent-Pantaleon kápolnát 1617-ben építették Michele Bonsio püspök megbízásából. Ezt később, 1743-ban és 1782-ben, kibővítették. Itt helyezték el a szent vérét tartalmazó ampullákat. A vércsodát 1112 óta dokumentálják.

## Galéria

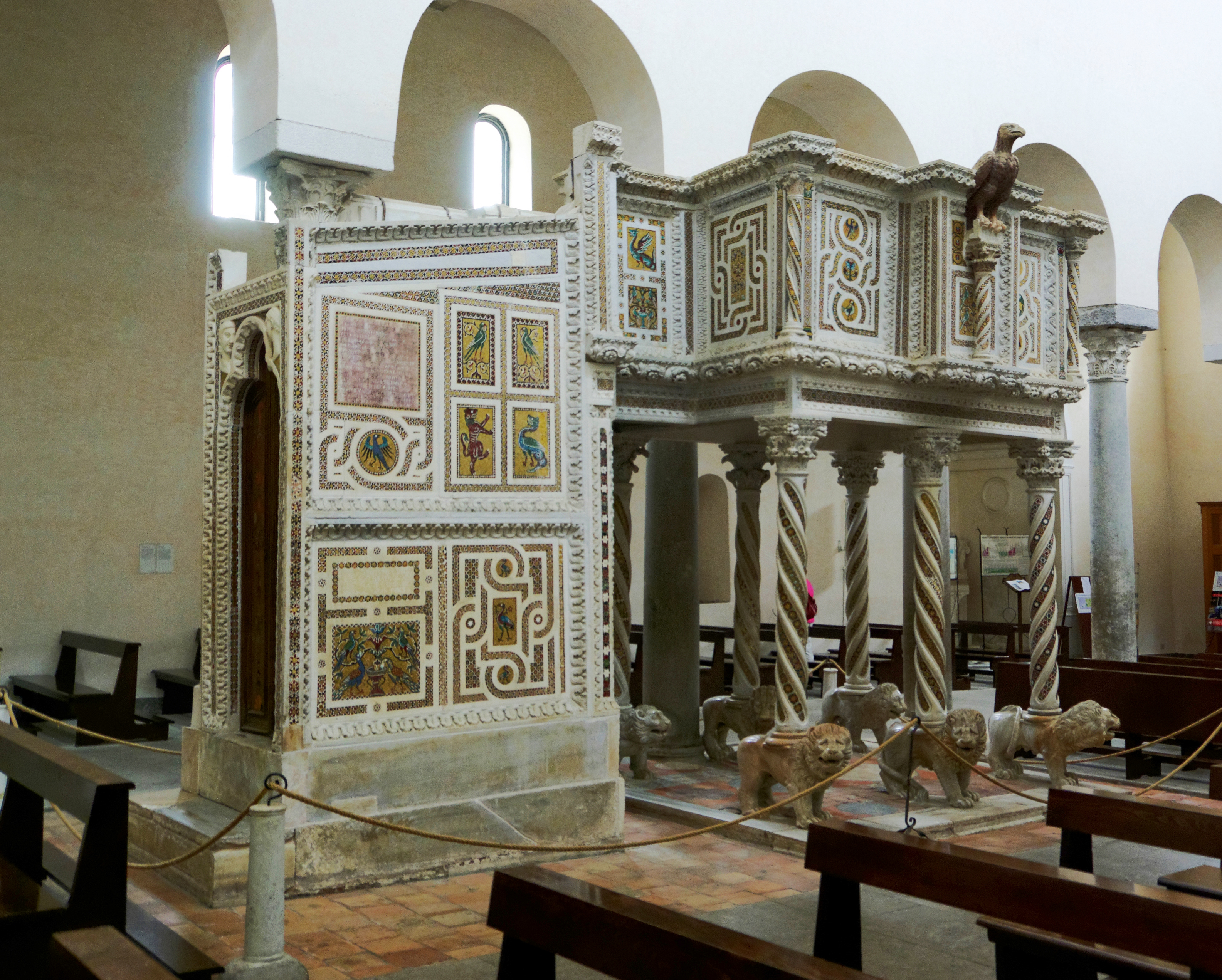
A szószék
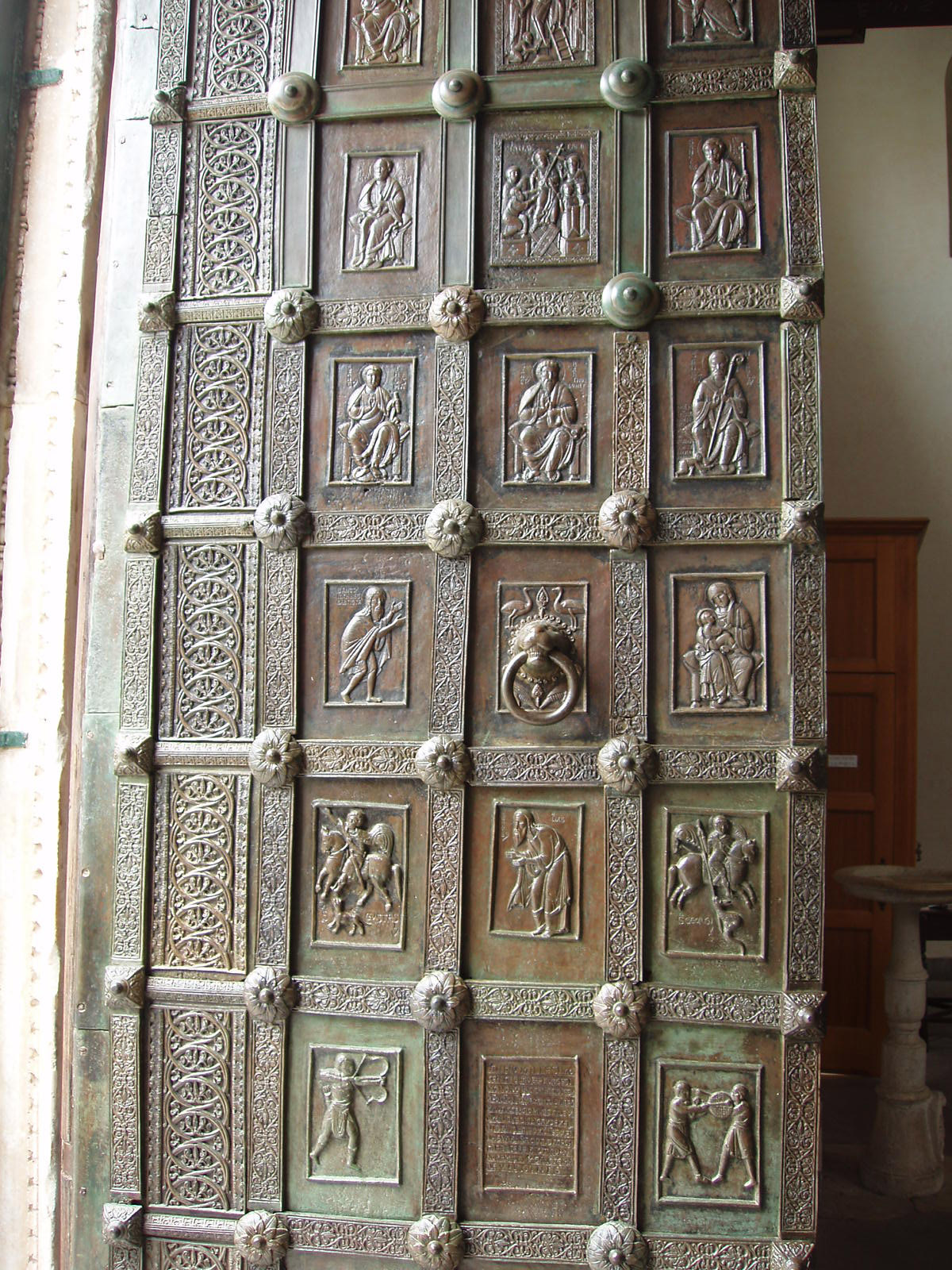
A bronzkapu